# سونی پیکچرز کلاسیکس
سونی پیکچرز کلاسیکس (انگلیسی: Sony Pictures Classics) یکی از بخش‌های سونی پیکچرز است که در سال ۱۹۹۲ تأسیس شد.
سونی پیکچرز توسط این کمپانی توانسته‌است با ساختن فیلم‌های کم‌هزینه، درآمد بالایی کسب کند. بیشترین موفقیت را فیلم نیمه‌شب در پاریس اثر وودی آلن داشته‌است که توانست ۱۵۶ میلیون دلار در آمریکا فروش داشته باشد و پرفروش‌ترین فیلم وودی آلن در آمریکا شد.

## گزینشی از فیلم‌ها

### دههٔ ۱۹۹۰
- هواردز اند
- هند و چین
- اورلاندو
- ایستگاه مرکزی
- لولا می‌دود
- همه چیز درباره مادرم
- فیلم آمریکایی
- شیرین و رذل
- امپراتور و آدم‌کش

### دههٔ ۲۰۰۰
- ببر خیزان، اژدهای پنهان
- پولاک
- ستون فقرات شیطان
- سیزده گفتگو در مورد یک چیز
- عنکبوت
- با او حرف بزن
- زندگی من بدون من
- مه جنگ
- جولیا بودن
- خداحافظ لنین
- خانه خنجرهای پران
- بهار، تابستان، پاییز، زمستان... و بهار
- خانهٔ خالی
- ۲۰۴۶
- صبحانه در پلوتون
- پنهان
- کاپوتی (مشترک با یونایتد آرتیستز)
- جون‌باگ
- کیک لایه‌ای (مشترک با کلمبیا پیکچرز)
- ساراباند
- نفرین گل طلایی
- بچه
- بازگشت
- چه‌کسی خودروی برقی را کشت؟
- آنژلا
- کتاب سیاه
- آفساید
- پاپریکا
- پرسپولیس
- زندگی دیگران
- خاکسترهای زمان
- سی‌جی۷ (مشترک با کلمبیا پیکچرز)
- رودخانه یخ‌زده
- ریچل ازدواج می‌کند
- رویه استاندارد عملیات نظامی
- بازدید گروه موسیقی
- کلاس درس
- جاعلان
- ستایش (فیلم ۲۰۰۸)
- یک تجربه
- کوکو قبل از شانل
- سست‌عفاف
- سکوت لورنا
- ماه
- دکتر پارناسوس، مردی که به شیطان رو دست زد
- روبان سفید
- والس با بشیر
- هرچه نتیجه‌دار باشد

### ۲۰۱۰
- یک پیامبر
- قلمرو حیوانات
- سالی دیگر
- کلویی
- لبنان
- آخرین ایستگاه
- راز در چشمانشان
- غریبه‌ای دراز و سیاه را ملاقات خواهی کرد

### ۲۰۱۱
- یک روش خطرناک
- جدایی نادر از سیمین
- نسخه بارنی
- کشتار
- در یک دنیای بهتر
- ویران‌شده
- نیمه‌شب در پاریس
- بی‌قرار (مشترک با کلمبیا پیکچرز)
- نگهبان
- پوستی که در آن زندگی می‌کنم

### ۲۰۱۲
- عشق
- خورش آلو با مرغ
- در تاریکی
- تقدیم به رم با عشق
- زنگار و استخوان
- در جستجوی شوگرمن
- حالا کجا برویم؟ (فیلم)

### ۲۰۱۳
- به هر قیمتی
- پیش از نیمه‌شب
- یاسمن آبی
- عزیزانت را بکش (فیلم ۲۰۱۳)
- زن محرمانه
- گذشته
- سنگ صبور

### ۲۰۱۴
- شکارچی روباه
- لویاتان (فیلم ۲۰۱۴)[۳]
- ظرف نهار
- عشق عجیب است
- جادو در مهتاب
- آقای ترنر (فیلم)[۴]
- تنها عاشقان زنده ماندند
- شخص سوم
- شلاق

### ۲۰۱۵
- سن لوران
- هنوز آلیس
- قصه‌های وحشی